# アレテューサ (水雷艇)
アレテューサ（Aretusa、アレトゥーサ）はイタリア王立海軍のスピカ級水雷艇で、のちにイタリア海軍でコルベットとして運用された。

## 艦歴
就役してすぐにアウグスタの指揮学校部傘下の第1水雷艇戦隊に配属され、1939年にリビア海軍最高司令部傘下の第12水雷艇部隊に転属した。

### 第二次世界大戦
イタリアが第二次世界大戦に参戦した時には、アレテューサは同型艦のアルチオーネ、アイローネおよびアリエールとともにメッシーナを拠点とする第1水雷艇戦隊を構成していた。同部隊はエーゲ海および北アフリカと行き来する護送船団の護衛任務についていた。
1940年7月29日、アレテューサと第1戦隊の他の3隻はナポリからベンガジへと向かう蒸気客船マルコ・ポーロ、武装商船チッタ・ディ・パレルモおよびチッタ・ディ・ナポリからなる船団による「トランスポルト・ヴェローチェ・レント」作戦の護衛（第13戦隊の水雷艇チルチェ、クリオ、クリメーネ、チェンタウロ）を増強するために派遣された。
1940年9月5日から6日の夜間、アレテューサは同型艦アルチオーネ、アリエールおよびアルタイルとともにバレッタ海域に機雷56発からなる機雷原を敷設した。
同年の10月31日から11月1日にかけて、アンドロメダ、アンタレス、アルタイルおよびアレテューサはケルキラ島上陸作戦で「海軍特別部隊」を支援することになっていたが、この作戦は艦艇が基地を出発した直後に中止され、旧式巡洋艦2隻、旧式駆逐艦2隻、旧式水雷艇11隻、補助巡洋艦4隻、揚陸艇3隻、MAS4隻に乗った上陸部隊の兵士たちは、そのままそれらの艦艇でヴロラへと運ばれた。
1941年に、威力不足となった13.2mm機関銃を撤去して8門の20/65mm機関砲に置き換える改修が行われた。また、追加の機雷投射機2基が搭載された。
1月2日、アレテューサはドゥラスへ向かう蒸気船アルバーノとカテリーナを護衛するためにヴロラを出港したが、同日の15:49にアルバーノが目的地から10分の地点で触雷して沈没した。アレテューサは蒸気船に搭乗していた40名のうちの35名を救助した。
5月4日、アレテューサ、アルタイルおよびアンタレスは、補助巡洋艦バルレッタとともにブリンディジを出港し、ケファロニア島のアルゴストリに上陸したイタリア遠征軍の船団を護衛した。
7月22日にアレテューサは対潜戦を実施したが、戦果は確認されなかった。
11月29日、アレテューサは水雷艇ペガソとともに油槽船ヴォルトゥルノを護衛してベンガジに向かうためにピュロスを出港したが、同日中にヴォルトゥルノがマルタ空軍の攻撃で損傷したためピュロスに引き返すことになった。
12月13日から14日にかけての夜にアレテューサと同型艦のリンチェは、《M 41》輸送作戦中にイギリスの潜水艦からの魚雷攻撃で損傷してターラントに帰還する戦艦ヴィットリオ・ヴェネトを護衛する駆逐艦ヴィヴァルディ、ダ・ノーリ、アヴィエーレ、ジェニエーレ、カラビニエーレおよびカミチア・ネーラに合流すべく派遣された。
1942年1月3日の15:00に、戦艦ジュリオ・チェザーレの最後の作戦任務に就く《M 43》作戦の護衛の一端として、としてアレテューサはカストーレ、オルサ、アンタレス、新型内燃機船モンヴィーゾおよび大型の内燃機油槽船ジュリオ・ジョルダーニとともにターラントからトリポリに向けて出航した。船団は1月5日に無傷で目的地に到着した。
1月31日に新たな対潜戦を実施したが、戦果は確認されなかった。
2月5日に水雷艇オルサとともにサン・ヴィート岬沖で内燃機油槽船ロンディーネの攻撃に失敗した潜水艦を攻撃した。
3月7日から9日にかけて、《V 5》作戦の一端としてリビアに向かう3つの護送船団の護衛に就くはずだったが、駆逐艦シロッコと交代した。
3月12日に潜水艦を攻撃したが、確実な戦果は確認できなかった。
同年6月23日にアレテューサとアンタレスは、ベンガジへの公開中に雷撃機からの攻撃で損傷し、水雷艇オルサに曳航されつつタグボートのガリアルド、プルート、ファウナおよびポルトフェッライオに支援されてターラントに戻る内燃機船マリオ・ロセッリを護衛する駆逐艦トゥルビネと水雷艇パルテノーペを支援した。
10月17日に水雷艇オルサ、内燃機船モンジネヴィロとともにブリンディジを出港し、駆逐艦アヴィエーレ、ジェニエーレおよびカミチア・ネーラに護衛されて航海してきた内燃機船アンカラと合流し、翌日には護衛を増強するために駆逐艦アルピーノが追加された。航海の最後に向けて船団は分割し、他の艦船がベンガジに向かう一方、アレテューサはアルピーノ、アンカラ、オルサとともに2回の雷撃機による攻撃にも無傷でトブルクに到着した。
11月30日の午後11時、水雷艇ルポ、アルディートおよびサジッターリオとともに蒸気船チゾーネ、ヴェローチェおよびデヴォーリからなる《C》船団をトリポリまで護衛するためにナポリを出港した。12月2日の午後8時ごろ、船団はマルタの第828飛行隊所属の4機のフェアリー アルバコア雷撃機の攻撃を受け、アレテューサは対空砲火で1機を破壊し、蒸気船ヴェローチェも搭載機銃で1機を撃ち落としたが、20:15に魚雷が命中して火災が発生した。水雷艇ルポが支援のために現地に留まり、船団の残りは目的地への航海を継続した。23:30から真夜中の間にルポとヴェローチェはイギリスのK部隊の攻撃を受け、不利な戦闘の末に沈没した。船団の残りは12月3日の午後7時にトリポリに到着した。
1943年4月13日、空襲を受ける最中にファヴィニャーナ島の近くで航空機からの爆撃で深刻な損傷を受けて海岸で座礁し、回収されて修理のためにパレルモまで曳航された。
長期間の修理を経て、1943年8月1日に任務に復帰し、ナポリを拠点としてシリオ、リンチェ、サジッターリオ、クリオおよびカシオペアとともに第5海軍師団傘下の第1水雷艇部隊に所属した。
指揮官
マリオ・カステッリ・デッラ・ヴィンカ大尉（1908年7ガツ21日、ボローニャ生）
ロベルト・ジュドッティ少佐（1910年12月26日生）

### Cobelligerence

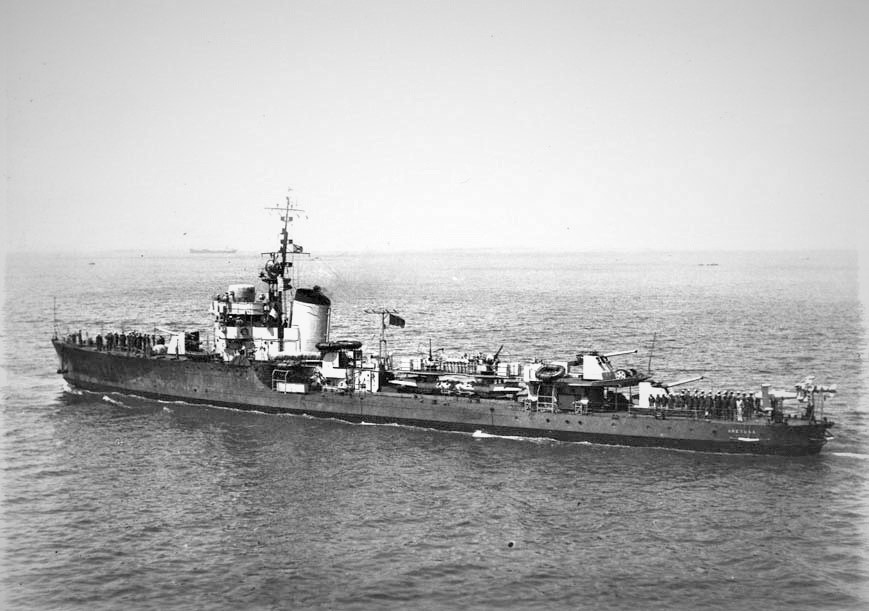
共同交戦海軍の塗装がなされたアレテューサ

アレテューサは、停戦後は連合軍の管理下に置かれた。
1943年の秋、バルカン半島に取り残されたイタリア軍の撤退作戦に参加した。
共同交戦の間（1943年から1945年まで）、アレテューサは連合軍とともに船団護衛任務に使用された。

### イタリア海軍での任務
戦後、アレテューサは講和条約によってイタリアに残された艦艇の一つだったのでイタリア海軍に編入され、高速魚雷艇司令部指揮下の第3魚雷艇戦隊に組み込まれた。
1952年12月からの約10ヶ月間、アレテューサは大規模な近代化改修と武装の変更を受け（魚雷発射管4基と100/47 mm砲1門を撤去し、ヘッジホッグ対潜迫撃砲1基を搭載）、高速コルベットに再分類された。イタリアのNATO加盟に伴い、1953年に新しい識別記号「F 556」が与えられた。
同艦はNATO軍との演習に参加した。
1958年にさらなる近代化を受け、残っていた2門の100 mm砲が撤去されて2門の40/60 mm Mk3機関砲に換装された。
1958年8月1日に退役し、その後解体された。